# Hermann Otto Solms
Hermann Otto Prinz zu Solms-Hohensolms-Lich (ur. 24 listopada 1940 w Lich) – niemiecki polityk, ekonomista i przedsiębiorca, działacz Wolnej Partii Demokratycznej (FDP), w latach 1980–2013 i 2017–2021 deputowany do Bundestagu, w latach 1998–2013 jego wiceprzewodniczący.

## Życiorys
Pochodzi z książęcej rodziny Solms-Hohensolms-Lich. Studiował ekonomię i agronomię na uniwersytetach we Frankfurcie nad Menem i Gießen, a także na Kansas State University. Magisterium z ekonomii uzyskał w 1969, a sześć lat później obronił doktorat z zakresu agronomii. W 1970 rozpoczął pracę jako pracownik naukowy w instytucie nauk rolniczych Uniwersytetu w Gießen. W latach 70. był doradcą ówczesnej wiceprzewodniczącej Bundestagu Liselotte Funcke. Od 1976 pracował jako przedsiębiorca.
W 1971 przystąpił do FDP, wielokrotnie powoływany na skarbnika federalnego partii. Dziewięć lat później po raz pierwszy zdobył mandat posła do Bundestagu. Reelekcję uzyskiwał w wyborach w 1983, 1987, 1990, 1994, 1998, 2002, 2005 i 2009 (w każdym przypadku z listy regionalnej FDP w Hesji). W okresie 1985–1991 był wiceprzewodniczącym partyjnej frakcji, a w latach 1991–1998 stał na czele klubu poselskiego FDP. W 1998 wybrano go na wiceprzewodniczącego Bundestagu z ramienia liberałów (po raz kolejny wybierany na tę funkcję w 2002, 2005 i 2009).
Mandat poselski wykonywał do 2013. Pozostał aktywnym działaczem swojego ugrupowania. W 2016 został wybrany do rady powiatu Gießen. W wyniku wyborów w 2017 ponownie zasiadł w Bundestagu.
Dwukrotnie żonaty, ma trójkę dzieci.